# شهرستان لرو (کنتاکی)
شهرستان لاریو، کنتاکی (به انگلیسی: LaRue County, Kentucky) یک سکونتگاه مسکونی در ایالات متحده آمریکا است که در کنتاکی واقع شده‌است.

## خصوصیات
شهرستان لاریو ۶۸۳ کیلومترمربع مساحت دارد.